# Catulus
Catulus (lateinisch für „kleiner Hund“) war ein römisches Cognomen, das insbesondere in der gens Lutatia verbreitet war.
Namensträger waren:
- Gaius Lutatius Catulus (Konsul 242 v. Chr.), Sieger in der Schlacht bei den Ägatischen Inseln
- Manius Otacilius Catulus, römischer Suffektkonsul 88
- Quintus Lutatius Catulus (Konsul 220 v. Chr.)
- Quintus Lutatius Catulus (Konsul 102 v. Chr.)
- Quintus Lutatius Catulus (Konsul 78 v. Chr.)
- Quintus Tarquitius Catulus, römischer Statthalter

Siehe auch:
- Catullus